# علی قشلاقی (میانه)
علی قشلاقی (میانه)، روستایی از توابع بخش مرکزی شهرستان میانه در استان آذربایجان شرقی ایران است.

## جمعیت
این روستا در دهستان گرمه جنوبی قرار دارد و براساس سرشماری مرکز آمار ایران در سال ۱۳۸۵، جمعیت آن ۷۲ نفر (۱۳خانوار) بوده‌است.